# Мастер, Чонси
Чонси Маколани Мастер (англ. Chauncy Makolani Master; род. 2 июня 1985, Mulanje, Южный регион) — малавийский легкоатлет, специалист по бегу на средние и длинные дистанции. Выступал на профессиональном уровне в 2000-х и 2010-х годах, призёр ряда крупных международных стартов, действующий рекордсмен Малави в беге на 1500 и 3000 метров, участник летних Олимпийских игр в Пекине.

## Биография
Чонси Мастер родился 2 июня 1985 года в Муланже, Малави.
Впервые заявил о себе в лёгкой атлетике на международном уровне в сезоне 2006 года, когда вошёл в состав малавийской сборной и выступил в беге на 1500 метров на Играх Содружества в Мельбурне.
В 2007 году бежал 800 и 1500 метров на Всеафриканских играх в Алжире, стартовал в 1500-метровой дисциплине на чемпионате мира в Осаке.
В 2008 году на международном старте в итальянском Авеллино установил ныне действующий рекорд Малави в беге на 1500 метров на открытом стадионе — 3:42.73. Благодаря череде успешных выступлений удостоился права защищать честь страны на летних Олимпийских играх в Пекине — на предварительном квалификационном этапе 1500 метров показал время 3:44.96, чего оказалось недостаточно для выхода в полуфинальную стадию соревнований.
В 2009 году занял 70-е место на чемпионате мира по кроссу в Аммане, участвовал в программе бега на 1500 метров на чемпионате мира в Берлине.
В 2010 году бежал 1500 и 5000 метров на чемпионате Африки в Найроби, отметился выступлением в 1500-метровой дисциплине на Играх Содружества в Дели.
В 2014 году на международном турнире в британском Челтнеме превзошёл всех соперников в беге на 3000 метров, установив при этом ныне действующий национальный рекорд — 8:24.10. Стартовал на дистанциях 1500 и 5000 метров на Играх Содружества в Глазго.
В 2017 году показал 74-й результат на кроссовом чемпионате мира в Кампале.
Принимал участие в Играх Содружества 2018 года в Голд-Косте — в зачёте 5000 метров пришёл к финишу 15-м.
В 2019 году на Африканских играх в Рабате бежал 5000 и 10 000 метров, занял 23-е и 13-е места соответственно.